# Provincia di Bitlis
La provincia di Bitlis è una delle province della Turchia.

## Distretti
La provincia è divisa in 7 distretti: 	
- Adilcevaz
- Ahlat
- Bitlis
- Güroymak
- Hizan
- Mutki
- Tatvan